# Pavel Beneš
Pavel Beneš (n. 11 iunie 1907, Lanžhot⁠(d), Moravia de Sud⁠(d), Cehia – d. 30 aprilie 1985, Brno, Cehoslovacia) a fost un filolog romanist ceh, profesor universitar la Universitatea Masaryk din Brno și promotor al limbii și culturii române în Cehoslovacia.

## Biografie
S-a născut în anul 1907. S-a specializat în filologie romanică și a lucrat ca profesor universitar la Universitatea Masaryk din Brno. A manifestat de timpuriu un interes față de limba română, a efectuat cercetări lingvistice în acest domeniu și a lucrat timp de 20 de ani la traducerea în limba cehă a cărții Amintiri din copilărie a lui Ion Creangă.
El s-a implicat în anul 1939 într-o dispută pe teme gramaticale cu profesorul George Staca, după ce a criticat în revista Časopis pro moderní filologii (anul XXV, nr. 2/1939, p. 220) existența unor greșeli în ghidul de conversație ceho-român Čech mezi Rumuny (rumunsky) („Cehul printre români”, 1938) al acestuia: afirmația că în limba română există modul verbal infinitiv și genul substantival neutru, marcarea incorectă a accentului în peste 100 de cuvinte, scrierea eronată a unor cuvinte ce conțin semne diacritice, cel puțin 30 de greșeli de traducere în limba cehă, prezența unor greșeli de tipar lăsate necorectate (inclusiv scrierea eronată a numelui autorului pe coperta cărții: „Stacca” în loc de „Staca”) și a unor greșeli de ortografie, folosirea majusculelor la scrierea unor termeni etc., ceea ce a dus la recomandarea retragerii cărții de pe piață și retipăririi ei de către o altă editură. Critica lui Beneš a atras răspunsul lui Staca în numărul următor al aceleiași reviste (anul XXV, nr. 3–4/1939, pp. 396–398), în care a susținut că limba română are chiar trei forme de infinitiv (două de prezent și una de trecut), fiind menționate în acest scop lucrări ale unor lingviști italieni (Romeo Lovera, Carlo Tagliavini) și români (Ion Aurel Candrea, Gheorghe Adamescu ș.a.), a argumentat că nu există genul neutru în sensul limbii cehe, ci mai mult un ambigen masculin-feminin, și a justificat notația acestuia, a explicat pronunția vocalelor ă, â și î, a afirmat că Beneš a fost dezinformat cu privire la pronunția cuvântului „șosea” și că nu-și dă seama care sunt celelalte 100 de cuvinte în care ar fi marcat greșit accentul, a susținut că termenii pe care i-ar fi tradus greșit în limba cehă redau corect sensul cuvintelor, recunoscând că e posibil să fi tradus inexact câteva cuvinte, dar numărul lor ar fi foarte mic, și a justificat existența greșelilor de tipar prin folosirea unei mașini de scris care nu era adaptată alfabetului român și prin scăpările inerente intervenite în activitatea de corectare. Profesorul Staca a afirmat că a realizat o lucrare de pionierat, fără a putea folosi o lucrare anterioară în limba cehă sau măcar un dicționar ceh-român, și a respins principalele critici ale dr. Beneš ca „nefondate”. Beneš a reformulat apoi afirmația cu privire la inexistența infinitivului în limba română, afirmând că, din punct de vedere sintactic, infinitivul „aproape nu există”. În această dispută pe teme lingvistice a intervenit ulterior profesorul Maxmilián Křepinský, care a susținut convingător în articolul „Příspěvek k dějinám infinitivních vazeb v rumunštině” („Contribuție la istoria formelor infinitivale din limba română”), publicat în anul 1941 în paginile revistei sus-menționate (anul XXVII, 1941, pp. 60 și 70), că infinitivul există ca o formă vie în limba română și, de asemenea, într-o măsură mai mică, în dialectul macedo-român.
Pavel Beneš a predat, de asemenea, cursuri facultative de limba română la Universitatea Masaryk din Brno și a publicat mai multe studii referitoare la unele laturi ale limbii române (prezența unor cuvinte de origine slavă, încrucișarea latino-slavă în formarea infinitivului românesc sau forma prefixelor de negație) și un curs universitar de fonetică a limbii române intitulat Nástin fonetiky jazyka rumunského (1958).
A decedat în anul 1985.

## Activitatea publicistică
Pavel Beneš a tradus în limba cehă trei opere literare românești: romanul La borna 203 (1953) al lui Alexandru Jar, cartea autobiografică Amintiri din copilărie (1958) a lui Ion Creangă și volumul de folclor românesc Legende sau basmele românilor (1975) al lui Petre Ispirescu.

## Lucrări (selecție)

### Cărți
- Nástin fonetiky jazyka rumunského. Určeno pro posluchače fakulty fil. a filologické („O schiță de fonetică a limbii române. Destinat studenților Facultății de Filosofie și Filologie”), Státní pedagogické nakladatelství (SPN), Praga, 1958, 62 p.
- Latina pro posluchače romanistiky. Určeno pro posl. filosof. fak. Univ. J.E. Purkyně v Brně a pro posl. filosof. fak. Univ. P.J. Š[afárika] v Prešově („Latina pentru studenții de romanistică. Destinat studenților Facultății de Filosofie a Univ. J.E. Purkyně din Brno și studenților Facultății de Filosofie a Univ. P.J. Šafárik din Prešov”), ed. I, SPN, Praga, 1963, 172 p. (ed. a II-a, SPN, Praga, 1976, 165 p.) – în colaborare cu Karel Ohnesorg
- Phrases agents à indéterminés dans le Nouveau Testament. Leurs versions latines et romanes („Fraze de agent nedeterminate în Noul Testament. Versiunile lor latine și romane”), Univerzita Jana Evangelisty Purkyně, Filozofická fakulta, Brno, 1971
- Základy rýnské rétorománštiny (Výslovnost, čítanka, slovník, mluvnice, cvičení, překlad, přísloví) : Určeno pro posl. fak. filosof. („Bazele retoromanei renane (pronunție, carte de lectură, dicționar, vocabular, exerciții, traducere, proverbe): Destinat studenților Facultății de Filosofie”), Univerzita Jana Evangelisty Purkyně, Brno, 1975

### Studii și articole
- „K významu a etymologii rumunského slovesa a se oțărî” („Despre sensul și etimologia verbului românesc a se oțărî”), în Sborník prací Filozofické Fakulty brněnské univerzity. A. Řada jazykovědná, anul I, nr. A1, 1952, pp. 166–168.
- „K moravsko-slovenské toponymii” („Despre toponimia moravo-slovacă”), în Sborník prací Filozofické Fakulty brněnské univerzity. A. Řada jazykovědná, anul V, nr. A4, 1956, pp. 59–65.
- „Une trace celtique dans la toponymie de l'Europe centrale” („O urmă celtică în toponimia Europei Centrale”), în Sborník prací Filozofické Fakulty brněnské univerzity. E. Řada archeologicko-klasická, anul VI, nr. E2, 1957, pp. 129–134.
- „Homo ille – ille homo (K postposici určitého členu v rumunštinĕ)” („Homo ille – ille homo (Despre postpunerea articolului hotărât în română)”), în Časopis pro moderní filologii, Praga, anul XL, 1958, pp. 41–48.
- „Origine slave du verbe roumain a chiti” („Originea slavă a verbului românesc a chiti”), în Sborník prací Filozofické Fakulty brněnské univerzity. A. Řada jazykovědná, anul VII, nr. A6, 1958, pp. 107–110.
- „O pobytu Jana Nerudy v Bukurešti : (k stému výročí sjednocení rumunských knížetství)” („Despre șederea lui Jan Neruda la București: (la centenarul Unirii Principatelor Române)”), în Sborník prací Filozofické fakulty brněnské univerzity. D. Řada literárněvědná, anul VIII, nr. D6, 1959, pp. 29–42.
- „Étude sur la position de l'épithète en roumain” („Studiu asupra poziției epitetului în limba română”), în Sborník prací Filozofické Fakulty brněnské Univerzity. A. Řada jazykovědná, anul IX, nr. A8, 1960, pp. 94–110.
- „Nicolae Filimon v Praze” („Nicolae Filimon la Praga”), în Sborník prací Filozofické fakulty brněnské univerzity. D. Řada literárněvědná, anul IX, nr. D7, 1960, pp. 226–231.
- „Ralea, M.; Botez, C.I. Istoria psihologiei”, în Sborník prací Filozofické fakulty brněnské univerzity. B. Řada filozofická, anul X, nr. B8, 1961, pp. 123–125.
- „Slama-Cazacu, Tatiana. Limbaj și context”, în Sborník prací Filozofické fakulty brněnské univerzity. B. Řada filozofická, anul X, nr. B8, 1961, pp. 125–127.
- „Významná rumunská publikace” („O importantă publicație românească”), în Sborník prací Filozofické fakulty brněnské univerzity. D. Řada literárněvědná, anul X, nr. D8, 1961, pp. 199–200.
- „Le sujet in déterminé dans les «souvenirs» de Creangă” („Subiectul nedeterminat în „amintirile” lui Creangă”), în Sborník prací Filozofické Fakulty brněnské univerzity. A. Řada jazykovědná, anul XI, nr. A10, 1962, pp. 155–166.
- „Mihăescu, H. Limba latină în Provinciile Dunărene ale Imperiului Roman”, în Sborník prací Filozofické fakulty brněnské univerzity. E. Řada archeologicko-klasická, anul XI, nr. E7, 1962, pp. 116–119.
- „Olteanu, Pandele. Limba povestirilor slave despre Vlad Țepeș”, în Sborník prací Filozofické Fakulty brněnské univerzity. A. Řada jazykovědná, anul XII, nr. A11, 1963, pp. 196–197.
- „Une tautologie toponymique” („O tautologie toponimică”), în Sborník prací Filozofické Fakulty brněnské univerzity. A. Řada jazykovědná, anul XIII, nr. A12, 1964, pp. 43–46.
- „Problèmes de périodisation de la littérature roumaine” („Probleme de periodizare a literaturii române”), în Sborník prací Filozofické fakulty brněnské univerzity. D. Řada literárněvědná, anul XIII, nr. D11, 1964, pp. 172–173.
- „Procopius din Caesarea. Războiul cu Goții. Traducere și introducere de H. Mihăescu”, în Sborník prací Filozofické fakulty brněnské univerzity. E. Řada archeologicko-klasická, anul XIII, nr. E9, 1964, pp. 215–216.
- „Quelques traces de relations entre la Grande Moravie et la Romania danubienne” („Câteva urme ale relațiilor dintre Moravia Mare și România dunăreană”), în Sborník prací Filozofické Fakulty brněnské univerzity. E. Řada archeologicko-klasická, anul XIV, nr. E10, 1965, pp. 257–266.
- „Le pronom on en français et ses équivalents en roumain” („Pronumele on în franceză și echivalentele lui în română”), în Études romanes de Brno, anul I, nr. 1, 1965, pp. 171–188.
- „O některých slavismech v rumunštině” („Despre unele slavisme în limba română”), în Sborník prací Filozofické Fakulty brněnské univerzity. A. Řada jazykovědná, anul XIX, nr. A18, 1970, pp. 57–62.
- „Slavismy v rumunštině” („Cuvinte slave în limba română”), în Studia Balkanica Bohemoslovaca : (příspěvky přednesené na I. celostátním balkanistickém symposiu v Brně 11.-12. prosince 1969), 1970, pp. 268–273.
- „Bagoňová-Šidlová, M. Rumunsko-slovenský a slovensko-rumunský vreckový slovník” („Bagoňová-Šidlová, M. Dicționar de buzunar român-slovac și slovac-român”), în Sborník prací Filozofické Fakulty brněnské univerzity. A. Řada jazykovědná, anul XX, nr. A19, 1971, pp. 264–265.
- „Remarques sur quelques noms propres dans la Chronique de Frédégaire” („Remarci asupra unor substantive proprii din cronica lui Frédégaire”), în Classica atque mediaevalia Jaroslao Ludvíkovský octogenario oblata, 1975, pp. 125–127.

### Traduceri
- Ion Creangă, Vzpomínky z dĕtství (Amintiri din copilărie), Státní Nakladatelstvo Krásné Literatúry (SNKLHU), Praga, 1958, 133 p.[16][17] – traducere și prefață[16]
- Const. C. Giurescu, „Útočiště husitů a jejich střediska v Moldavsku” („Refugiul husiților și centrele lor din Moldova”), în Sborník prací Filozofické Fakulty brněnské univerzity. C. Řada historická, anul X, nr. C8, 1961, pp. 105–120.
- Petre Ispirescu, Rumunské pohádky (Legende sau basmele românilor), Odeon, Praga, 1975, 295 p.[14][18] – prefață de Oldřich Sirovátka[14]
- Alexandru Jar, Hraniční kóta 203 (La borna 203), Naše vojsko, Praga, 1953, 184 p.[14][15] – postfață de Marie Kavková[14]
- Zeno Vancea, „K Enescovu postavení v rumunské a světové hudbě” („Despre poziția lui Enescu în muzica românească și mondială”), în Sborník prací Filozofické Fakulty brněnské univerzity. F. Řada uměnovědná, anul XIV, nr. F9, 1965, pp. 347–351.